# 이심전
이심전(李心傳, 1167년 ~ 1244년)은 남송의 사학자이며 자는 미지(微之)이다.
그는 영종 때 과거 시험에 응시했지만 떨어졌다.
과거에 떨어진 후, 그는 과거를 포기하고 역사 저술을 하기 시작했으며 수많은 저서를 편찬해냈다.
그가 쓴 대표적인 저서에는 건염이래조야잡기(建炎以來朝野雜記), 병자학역편(丙子學易編) 등이 있다.